# Збірна Росії з баскетболу
Чоловіча збірна Росії з баскетболу — національна баскетбольна команда, яка представляє Росію на міжнародній арені. Керуючим органом збірної виступає Російська федерація баскетболу. Команда створена в 1992 році, є офіційною правонаступницею збірної СРСР. У 1994 і 1998 роках, вигравала срібні медалі чемпіонатів світу. 2007 року команда під керівництвом Девіда Блатта вперше виграла чемпіонат Європи. Блатт за цю перемогу був удостоєний звання заслуженого тренера Росії першим з негромадян РФ. 2011 року під керівництвом Блатта команда також виграла бронзу чемпіонату Європи, а через рік стала третьою на Олімпійських іграх в Лондоні.